# Блехер, Леонид Иосифович
Леони́д Ио́сифович Бле́хер (4 июля 1949, Кировоград — 2 января 2024, Москва) — участник правозащитного движения, социолог и публицист, блогер.

## Биография
Родился 4 июля 1949 года в Кировограде Украинской ССР, вырос в Жданове (ныне Мариуполь). Отец — военный, фронтовик, мать — врач. Окончил механико-математический факультет Ростовского государственного университета в 1971 году. В студенческие годы впервые познакомился с самиздатом.
Работал программистом в вычислительном центре краснодарского статистического управления.
В 1973 переехал в Москву. В Москве некоторое время работал программистом в ИВЦ «Главмосплодовощпром».
В качестве технического работника участвовал в издании самиздатского правозащитного бюллетеня «Хроника текущих событий» (сер. 1970-х — нач. 1980-х). Участвовал в деятельности Фонда помощи политзаключённым (1979 — 1980-е).
С 1988 работал в социологических организациях — сначала во ВЦИОМ, потом в Фонде «Общественное мнение».
В 2001—2008 был руководителем ФОМовских дискуссионных и интернет-проектов, в том числе Дискуссионный клуб «Дискурс», ФОМ-Клуб, входил в редакцию Журнала «Социальная реальность».
Публиковался в газете «Новые Известия», журнале «Знание — сила».
Скончался 2 января 2024 года в Москве.

## Книги
Автор книги «Главный русский спор» (совместно с Георгием Любарским).

## Публицистика
С 2002 года вёл блог в «Живом Журнале» под ником leonid_b, вёл сообщество ru_fom там же.